# Gabriel García Márquez
Gabriel José de la Concordia García Márquez, noto semplicemente come Gabriel García Márquez (Aracataca, 6 marzo 1927 – Città del Messico, 17 aprile 2014), è stato uno scrittore, giornalista e saggista colombiano naturalizzato messicano, insignito del Premio Nobel per la letteratura nel 1982.

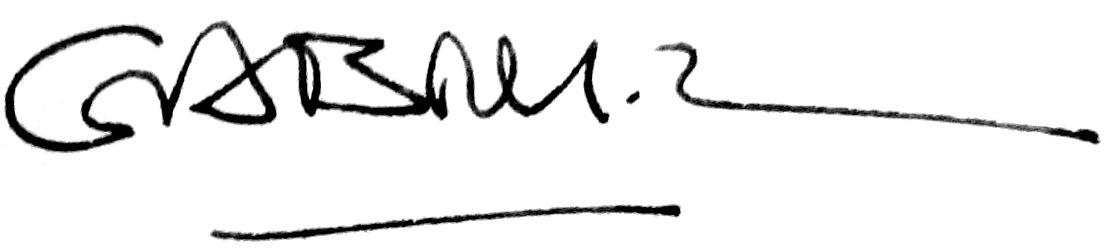
Firma di Gabriel García Márquez

Tra i più celebri scrittori in lingua spagnola, García Márquez è considerato uno degli esponenti più emblematici del cosiddetto realismo magico, la cui opera contribuì fortemente a rilanciare l'interesse per la letteratura latinoamericana.
Dotato di una prosa ricca e sinuosa, ma al contempo scorrevole, le sue opere si segnalano per le loro articolate strutture narrative, spesso e volentieri costruite mediante l'intrecciarsi di punti di vista multipli ed il fitto ricorso della prolessi e dell'analessi, e le loro complesse e sfaccettate trame sovente allegoriche e propense alle contaminazioni mitologico-folcloristiche. Il suo romanzo più famoso è Cent'anni di solitudine, una delle opere più significative della letteratura del XX secolo, votata come la seconda opera più importante mai scritta in spagnolo in occasione del IV Congresso internazionale della Lingua Spagnola, tenutosi a Cartagena de Indias (nella sua natía Colombia) nel marzo del 2007. All'opera è stata infatti anteposta soltanto il celeberrimo Don Chisciotte della Mancia di Miguel de Cervantes.

## Biografia

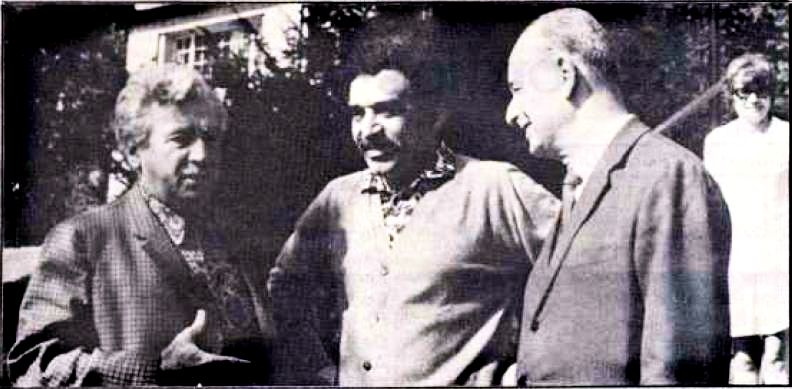
García Márquez (al centro) con gli scrittori brasiliani Adonias Filho (a destra) e Jorge Amado (a sinistra), a casa di amici (anni '60 circa)

Gabriel García Márquez nacque ad Aracataca, un paesino fluviale della Colombia settentrionale, il 6 marzo 1927 (sebbene venga spesso erroneamente riportato come anno di nascita il 1928), primogenito dei sedici figli del telegrafista Gabriel Eligio Basilio García (1901-1984) e della chiaroveggente Luisa Santiaga Márquez Iguarán (1905-2002). Dopo il trasferimento a Riohacha, il giovane García Márquez crebbe con i nonni materni: il colonnello liberale Nicolás Ricardo Márquez Mejía (1864-1936) e la sua consorte Tranquilina Iguarán Cotes (1863-1947), una grande conoscitrice di fiabe e leggende locali, a detta dello stesso García Márquez d'origine gallega. 
Nel 1937, a seguito della morte del nonno avvenuta l'anno precedente, García Márquez si trasferì a Barranquilla per studiare. Dal 1940 frequentò il Colegio San José e si diplomò al Colegio Liceo de Zipaquirá nel 1946. L'anno dopo, si trasferì a Bogotà per studiare giurisprudenza e scienze politiche presso l'Universidad Nacional de Colombia, ma presto abbandonò lo studio a causa dello scarso interesse che quelle materie suscitarono in lui.

### L'inizio dell'attività giornalistica (1948-1961)
Dopo i disordini del 1948 (nel periodo detto La Violencia, culminato con la dittatura di Gustavo Rojas Pinilla nel 1953), in cui nel rogo della pensione in cui abitava bruciarono alcuni suoi scritti, si trasferì a Cartagena de Indias, dove cominciò a lavorare dapprima come redattore e poi come reporter de El Universal. Alla fine del 1949 si trasferì a Barranquilla per lavorare come opinionista e reporter a El Heraldo. Su invito di Álvaro Mutis, nel 1954 García Márquez tornò a Bogotá, a lavorare a El Espectador come reporter e critico cinematografico. L'anno successivo trascorre alcuni mesi a Roma, dapprima come inviato nella città, dove segue dei corsi di regia presso il Centro sperimentale di cinematografia, in seguito si trasferisce a Parigi.

#### Rapporto con Cuba
Nel 1958, dopo un soggiorno a Londra, García Márquez tornò in Sudamerica, stabilendosi in Venezuela.
Nello stesso anno sposa a Barranquilla Mercedes Barcha e, dopo la salita al potere di Fidel Castro, visita Cuba, dove ha modo di conoscere personalmente Che Guevara, e lavora (prima a Bogotà, poi a New York) per l'agenzia Prensa Latina, fondata da Jorge Ricardo Masetti e dallo stesso Castro, del quale divenne un buon amico. Questa amicizia - che egli definì intellettuale e letteraria, più che politica - con il líder maximo gli fruttò diverse critiche, pur non impedendogli di essere stimato e apprezzato anche negli Stati Uniti (ad esempio dall'ex Presidente Bill Clinton, il quale ha dichiarato che è il suo scrittore preferito, e lo ha anche incontrato alla Casa Bianca, rimuovendo il divieto al visto d'ingresso posto sullo scrittore nel 1961, a causa della sua frequentazione di Cuba). Dalla moglie Mercedes Barcha Prado (1932-2020) ha avuto due figli, Rodrigo (nato a Bogotá nel 1959) e Gonzalo (nato in Messico nel 1962).
Nel 1961 si trasferisce a New York, sempre come corrispondente di Prensa Latina. Sentendosi messo sotto sorveglianza dalla CIA e minacciato dagli esuli cubani anticastristi, decide di trasferirsi in Messico, dopo aver perso l'autorizzazione alla residenza permanente come cronista negli Stati Uniti, in seguito a decisioni politiche.
Nel 1971, a causa dell'«affaire Padilla» - il governo cubano aveva fatto arrestare e poi costretto ad una pubblica autocritica, in cui accusava sé stesso e la moglie (condizione imposta per l'immediato rilascio e la concessione del visto d'uscita), il poeta Heberto Padilla, per avere scritto contro la Rivoluzione e il castrismo -, molti intellettuali socialisti e comunisti, tra cui Jean-Paul Sartre, Simone de Beauvoir, Alberto Moravia, Mario Vargas Llosa, Federico Fellini e altri firmarono una lettera di critica al governo cubano, rompendo di fatto i loro rapporti e il sostegno a Castro: García Márquez fu, al contrario, l'unico degli intellettuali interpellati che si rifiutò di firmare questa lettera aperta, e il fatto che Vargas Llosa lo avesse invece fatto, interruppe il loro lungo rapporto d'amicizia (Vargas Llosa aveva scritto la sua tesi di dottorato proprio sull'opera di García Márquez); a seguito di questo episodio i due scrittori sudamericani non si sono parlati per oltre trent'anni, avendo troncato definitivamente ogni contatto dopo un acceso litigio a Città del Messico nel 1976, in cui, in parte per le divergenze politiche ed in parte per motivi personali, Vargas Llosa colpì García Márquez con un pugno in pieno volto. Solo nel 2007, nonostante Vargas Llosa fosse rimasto sulle sue posizioni anticomuniste e neoliberiste, avvenne una parziale riappacificazione, quando l'autore peruviano permise la pubblicazione di un suo saggio del 1971, nell'introduzione di una nuova edizione di Cent'anni di solitudine.
Gabriel García Márquez (assieme al suo amico italiano Cesare Zavattini) a Cuba è stato cofondatore della Scuola Internazionale di Cinema e TV (a San Antonio del Los Baños, alla periferia dell'Avana) tuttora molto attiva.

### Attività letteraria e politica successiva (1961-2000)

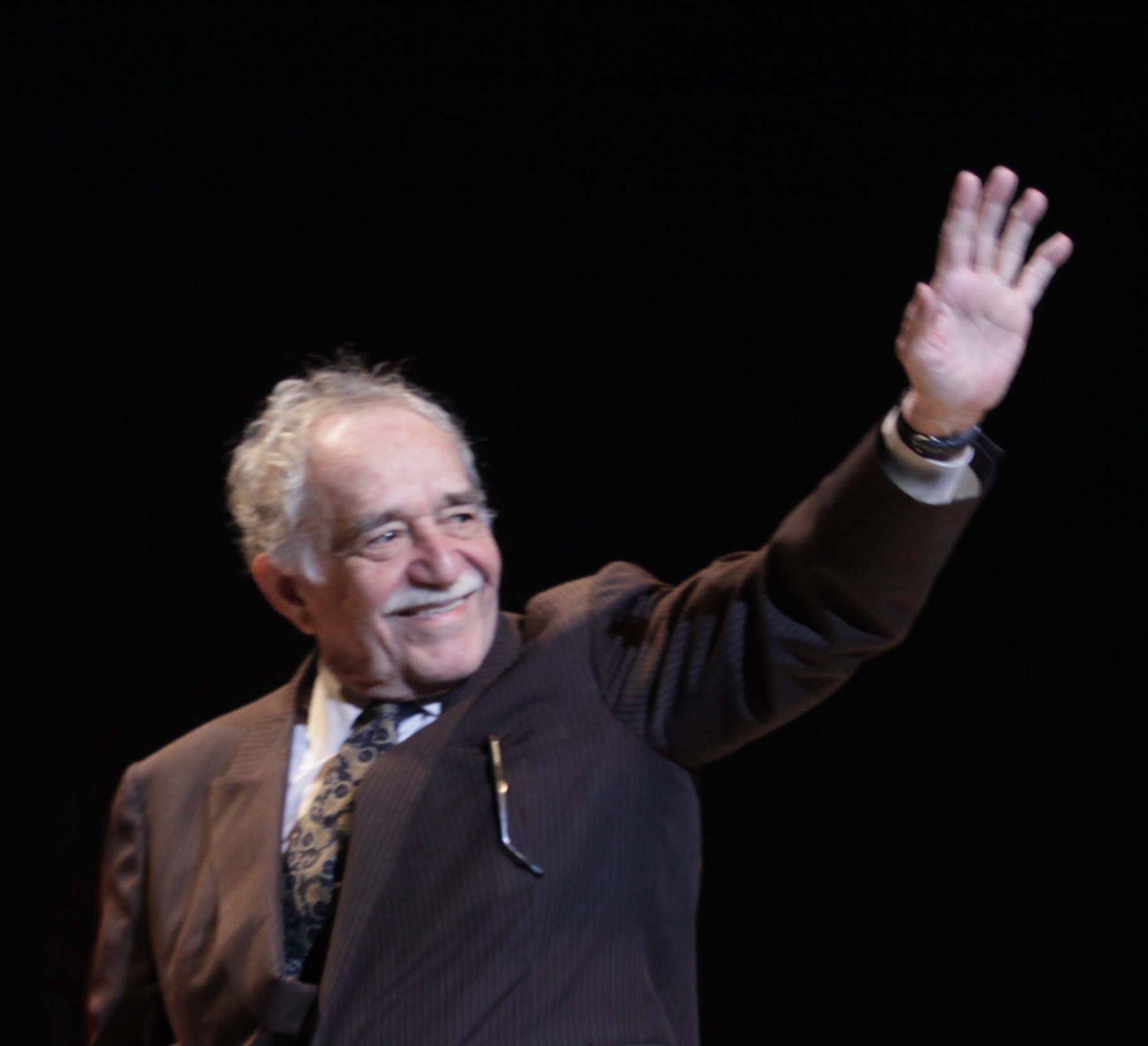
García Márquez in una foto del 2009

Il suo esordio letterario avvenne nel 1955 con il romanzo Foglie morte, ma il primo racconto risale al 1947. Dopo il trasferimento in Messico, si dedicò in maniera costante alla scrittura. Nel 1967 pubblicò la sua opera più nota: Cent'anni di solitudine un romanzo che narra le vicende della famiglia Buendía a Macondo attraverso diverse generazioni. Un'opera complessa e ricca di riferimenti e allusioni alla storia e alla cultura popolare sudamericana, considerata la massima espressione del cosiddetto realismo magico, e che ha consacrato in tutto il mondo García Márquez come un autore del massimo livello.
Nel 1973 abbandona temporaneamente, per circa due anni, la letteratura per dedicarsi al giornalismo sul campo, come segno di protesta per il colpo di stato cileno del generale Augusto Pinochet, che portò alla morte del presidente Salvador Allende. Nel 1974, a Roma ha fatto parte della sessione II del Tribunale Russell, organizzazione indipendente fondata dal matematico e pensatore Bertrand Russell e dal filosofo Jean-Paul Sartre ai tempi della guerra del Vietnam, che ha esaminato le violazioni di diritti umani in Cile.
Negli anni successivi seguiranno numerosi altri romanzi e saggi, fra i quali spiccano soprattutto L'autunno del patriarca (1975), Cronaca di una morte annunciata e il più noto L'amore ai tempi del colera, pubblicati negli anni settanta e ottanta, che ottengono un grande successo di pubblico in tutto il mondo, e dai quali sono state tratte omonime versioni cinematografiche. Nel 1976 dichiara che non pubblicherà più nulla fino a che Pinochet deterrà il potere in Cile, ma cambierà idea nel 1980, accettando una nuova pubblicazione; nel 1986 pubblicò invece, sempre sulla dittatura di Santiago, Le avventure di Miguel Littin, clandestino in Cile, reportage sul regista dissidente cileno Miguel Littín.
Dal 1975, Gabriel García Márquez vive tra il Messico, Cartagena de Indias, L'Avana e Parigi. Nel 1982, venne insignito del Premio Nobel per la letteratura. Dagli anni ottanta agli anni novanta trascorrerà poco tempo in patria (anche se ritornò nella vecchia residenza di Aracataca nel 1983, l'anno prima della morte di suo padre), insanguinata dalla guerra tra governo, narcotrafficanti e guerriglieri come le FARC. Come già fatto in passato, García Márquez si proporrà e svolgerà il ruolo di mediatore per cercare di ottenere la pace in Colombia, fino agli anni 2000.
Nel 1986 conosce il leader sovietico Michail Gorbačëv a Mosca, e partecipa a cerimonie politiche invitato da Carlos Andrés Pérez in Venezuela e François Mitterrand in Francia. Negli anni novanta, prima della malattia che lo colpirà, diventa un simpatizzante del leader venezuelano Hugo Chávez e del socialismo del XXI secolo, anche se non ne apprezza tutte le iniziative, sostenendo l'azione di Castro presso il leader bolivariano, che secondo lo scrittore servì a moderarne molte posizioni estreme ed intransigenti.
Inoltre critica il presidente colombiano Álvaro Uribe Vélez, ex liberale di sinistra passato al centro-destra, soprattutto per la sua politica proibizionista sulle droghe che, secondo lo scrittore, rafforzerebbe i cartelli dei narcotrafficanti di cocaina anziché indebolirli, mentre la cessazione della war on drugs poteva aprire scenari di pacificazione con le frange di popolazione che appoggiano i cartelli, invitando questi ultimi a deporre le armi. Sui cartelli della droga scrive anche il resoconto Notizia di un sequestro, un libro-intervista agli ostaggi di un sequestro di persona ad opera del celebre trafficante Pablo Escobar. Si oppone all'estradizione di Escobar negli USA, sostenendo che vada giudicato per i suoi crimini in Colombia (Escobar morirà poi in uno scontro a fuoco con le forze governative) e alla militarizzazione del paese. Lo scrittore propose una politica di mediazione e di pace tra governo, cartelli e gruppi guerriglieri come le FARC.

### La malattia e il ritorno (2000-2010)
Nel 1999 gli viene diagnosticato un linfoma (linfoma non Hodgkin) che lo spinge a iniziare a scrivere le sue memorie, alle quali si dedica per parecchie ore al giorno, e nel 2000 il periodico peruviano "La República" diffonde l'errata notizia secondo cui il Nobel sarebbe ormai agonizzante. In realtà era a Los Angeles, per sottoporsi ad alcuni cicli di chemioterapia; sosterrà che il tumore è stata l'occasione per tornare a scrivere dopo un periodo di silenzio.

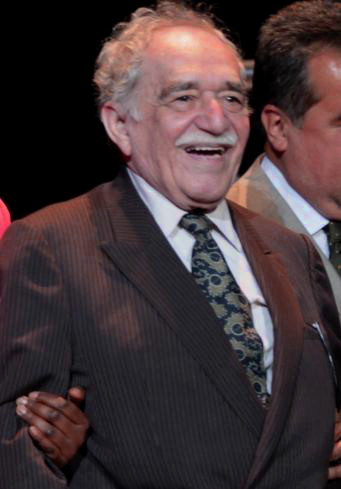
García Márquez nel 2009

Poco dopo circolò in rete lo scritto La Marioneta, una sorta di commiato dagli amici più cari. In un'intervista al periodico mattutino salvadoregno El Diario de Hoy, datata 2 giugno 2000, fu lo stesso García Márquez a negarne la paternità, affermando, tra l'altro: «Quello che potrebbe uccidermi è che qualcuno creda che io abbia scritto una cosa così kitsch. È la sola cosa che mi preoccupa». In seguito, García Márquez e l'autore del brano, Johnny Welch, si incontrarono, ponendo fine alla querelle.
Nel 2002 pubblicò la prima parte della sua autobiografia intitolata Vivere per raccontarla. Nel 2005 García Márquez, vinta definitivamente la sua battaglia contro il cancro, è tornato alla narrativa con quello che sarebbe stato il suo ultimo romanzo, Memoria delle mie puttane tristi, mentre nel 2010, riprendendo la linea autobiografica, ha pubblicato il saggio Non sono venuto a far discorsi, raccolta di discorsi da lui scritti e pronunciati in varie occasioni. Negli anni 2000 fu tra i molti firmatari di una petizione a sostegno dell'ex terrorista e scrittore italiano Cesare Battisti.

### Gli ultimi anni
Nel 2012 l'amico Plinio Mendoza dichiarò che lo scrittore era stato colpito dalla malattia di Alzheimer (patologia che aveva già colpito la madre dello scrittore, morta nel 2002 all'età di 97 anni) e che pertanto non avrebbe potuto più scrivere. La notizia fu confermata dal fratello Jaime, secondo il quale "Gabo" era affetto da demenza senile, ma non dalla moglie, secondo cui i problemi di memoria erano quelli fisiologici delle persone anziane.. Lo stesso scrittore ha dichiarato alla stampa, per il suo 86º compleanno, il 6 marzo 2013, di essere "molto felice di essere arrivato a quest'età" senza fare cenno alla presunta malattia.
García Márquez è ricomparso in pubblico il 30 settembre 2013, in buone condizioni di salute. Nel 2014 la salute dello scrittore declinò nuovamente, e il 17 aprile 2014 Garcia Marquez muore all'età di 87 anni in una clinica di Città del Messico, dove era stato ricoverato pochi giorni prima per un problema respiratorio dovuto a polmonite e per un'infezione delle vie urinarie. Per commemorare la scomparsa del premio Nobel colombiano, il presidente Juan Manuel Santos ha disposto il lutto nazionale per tre giorni.

## Lo stile letterario e le tematiche

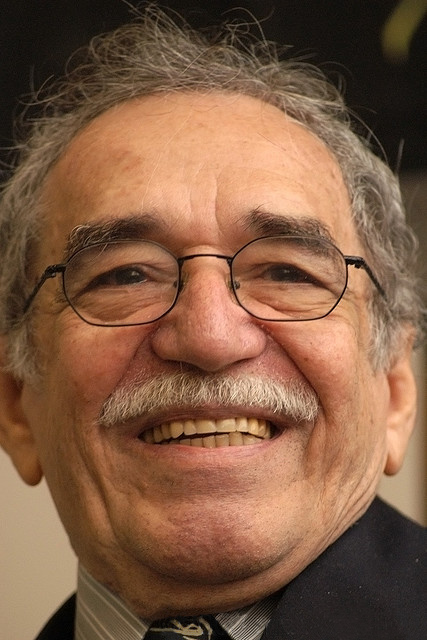
Un primo piano di Gabriel García Márquez (2002)

Gabriel García Márquez fu uno dei quattro scrittori latinoamericani coinvolti per primi nel boom letterario latinoamericano degli anni Sessanta e Settanta; gli altri tre autori erano il peruviano Mario Vargas Llosa, l'argentino Julio Cortázar e il messicano Carlos Fuentes (ad essi è da aggiungersi la figura discostata di Jorge Luis Borges). Sarà Cent'anni di solitudine il romanzo che gli porterà fama internazionale di romanziere del movimento magico-realista della letteratura latinoamericana, che influenzerà gli scrittori di periodi successivi, come Paulo Coelho e Isabel Allende. Egli appartiene alla generazione che recuperò la narrativa fantastica del romanticismo europeo, come quella di E.T.A. Hoffmann, e il romance, lo stile dei poemi lirici, epici e mitologici che andavano di moda fino all'alba del romanzo moderno nel XVIII secolo, quando la particolare mescolanza di reale e invenzione venne relegata nella letteratura del romanzo gotico - dei vari Hoffmann, Walpole, Radcliffe, Shelley, Lewis e Charles Robert Maturin, autore di Melmoth l'errante (si veda la leggenda dell'ebreo errante o quella di Francisco el Hombre, che ricorda vagamente La ballata del vecchio marinaio di Coleridge, citate da Márquez in Cent'anni di solitudine) - o in altri sottogeneri.
Come una metaforica e critica interpretazione della storia colombiana, dalla fondazione allo Stato contemporaneo, Cent'anni di solitudine riporta diversi miti e leggende locali attraverso la storia della famiglia Buendía, i cui membri per il loro spirito avventuroso si collocano entro le cause decisive degli eventi storici della Colombia — come le polemiche del XIX secolo a favore e contro la riforma politica liberale di uno stile di vita coloniale; l'arrivo della ferrovia in una regione montuosa; la Guerra dei mille giorni (Guerra de los Mil Días, 1899–1902); l'egemonia economica della United Fruit Company ("Compagnia bananiera" nel libro); il cinema; l'automobile; e il massacro militare dei lavoratori in sciopero come politica di relazioni fra governo e manodopera. La ripetitività del tempo e dei fatti è appunto il grande tema del romanzo, un tema in cui l'autore riconosce la caratteristica della vita colombiana e attraverso cui vediamo delinearsi altri elementi: l'utilizzo di un "realismo magico" che mostra un microcosmo arcano in cui la linea di demarcazione fra vivi e morti non è più così nitida e in cui ai vivi è dato il dono tragico della chiaroveggenza, il tutto con un messaggio cinicamente drammatico di fondo, di decadenza, nostalgia del passato e titanismo combattivo di personaggi talvolta eroici ma votati alla sconfitta. Il tema del tempo ciclico e del rituale domina anche Ci vediamo in agosto, L’amore ai tempi del colera, Cent’anni di solitudine e Memoria delle mie puttane tristi.
Su questa linea, dopo un inizio nella letteratura realistica di stile hemingwayano, proseguirà tutta l'opera di García Márquez (tranne gli scritti prettamente autobiografici), in equilibrio tra l'allegoria, il reale e il mito, influenzato dalle tematiche surreali dell'"allegorismo vuoto" di Franz Kafka e dal simbolismo. Lo stile presenta notevoli intrecci, digressioni, prolessi e analessi, con l'uso di frasi quasi poetiche nella prosa, un linguaggio ricercato e prosaico alternato a seconda del personaggio, e lo svolgimento di storie "corali" e parallele. Il narratore è spesso esterno e onnisciente, cioè conosce già gli avvenimenti futuri.
Oltre agli autori citati si possono ricordare come fonte di ispirazione: per il contenuto nel tipico stile del realismo magico latinoamericano, l'influenza di numerosi scrittori e autori, tra cui William Faulkner, Sofocle, Herman Melville, Juan Rulfo, Virginia Woolf, Miguel de Cervantes con il suo Don Chisciotte della Mancia, il surrealismo e l'espressionismo; per il linguaggio e la tecnica formale della scuola magico-realista ispanica a cui appartiene l'autore, che oscillano tra crudezza, raffinatezza e involutezza del periodare, si è debitori oltre che a Hemingway, a Graham Greene e, per le parti più ricercate in cui vi è un monologo del narratore privo di dialoghi, allo stile neobarocco-decadente di Joris-Karl Huysmans; ciò per influsso del romanziere peruviano, modernista-ispanoamericano, Ventura García Calderón, ispiratosi a sua volta al citato scrittore francese di A rebours (1884) e a Wilde, nipote di Maturin, specialmente alle parti gotiche del Dorian Gray (1891).

## Opere

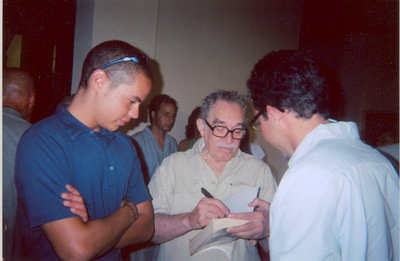
García Márquez autografa una copia di Cent'anni di solitudine a l'Avana, Cuba

### Romanzi
- La hojarasca, Bogotá  1955.

Foglie morte, Milano, Feltrinelli, 1977.
- El coronel no tiene quien le escriba, Bogotá  1958.

Nessuno scrive al colonnello. E otto racconti, Milano, Feltrinelli, 1969.
- La mala hora, Città del Messico  1966.

La mala ora, Milano, Feltrinelli, 1970.
- Cien años de soledad, Buenos Aires  1967.

Cent'anni di solitudine, Milano, Feltrinelli, 1968.
- El otoño del patriarca, Barcellona  1975.

L'autunno del patriarca, Milano, Feltrinelli, 1975.
- Crónica de una muerte anunciada, Barcellona  1981.

Cronaca di una morte annunciata, Milano, Mondadori, 1982.
- El amor en los tiempos del cólera, Barcellona  1985.

L'amore ai tempi del colera, Milano, Mondadori, 1986. ISBN 88-04-32021-4
- El general en su laberinto, Bogotá  1989.

Il generale nel suo labirinto, Milano, Mondadori, 1989. ISBN 88-04-31294-7
- Del amor y otros demonios, New York  1994.

Dell'amore e di altri demoni, Milano, Mondadori, 1994. ISBN 88-04-38682-7
- Noticia de un secuestro, Bogotá  1996.

Notizia di un sequestro, Milano, Mondadori, 1996. ISBN 88-04-41916-4
- Memoria de mis putas tristes, New York  2004.

Memoria delle mie puttane tristi, Milano, Mondadori, 2005. ISBN 88-04-54475-9
- En Agosto nos vemos,  2024.

Ci vediamo in agosto, trad. di Bruno Arpaia, Collana Scrittori italiani e stranieri, Milano, Mondadori, 2024, ISBN 978-88-047-8186-8.

### Racconti

#### Raccolte di racconti
- Los funerales de la Mamá Grande, Xalapa  1962

I funerali della Mamá Grande, Milano, A. Mondadori, 1983.
La siesta del martedì (La siesta del martes, 1960)
Uno di questi giorni (Un día de estos, 1959)
Da noi ladri non ce ne sono (En este pueblo no hay ladrones, 1960)
La prodigiosa sera di Baltazar (La prodigiosa tarde de Baltazar)
La vedova Montiel (La viuda de Montiel)
Un giorno dopo sabato (Un día después del sábado, 1954)
Rose artificiali (Rosas artificiales)
I funerali della Mamá Grande (Los funerales de la Mamá Grande, 1962)
- Ojos de perro azul, Rosario  1974

Occhi di cane azzurro, Roma, Newton Compton, 1978.
La terza rassegnazione (La tercera resignación, 1947)
L'altra costola della morte (La otra costilla de la muerte, 1948)
Eva sta dentro il suo gatto (Eva está dentro de su gato, 1947)
Amarezza per tre sonnambuli (Amargura para tres sonámbulos, 1949)
Dialogo dello specchio (Diálogo del espejo, 1949)
Occhi di cane azzurro (Ojos de perro azul, 1950)
La donna che arrivava alle sei (La mujer que llegaba a las seis, 1950)
Qualcuno scompiglia queste rose (Alguien desordena estas rosas,1950)
Nabo, il negro che fece aspettare gli angeli (Nabo, el negro que hizo esperar a los ángeles, 1951)
La notte dei pivieri (La noche de los alcaravanes, 1950)
Monologo di Isabel mentre vede piovere su Macondo (Monólogo de Isabel viendo llover en Macondo, 1955)
- La increíble y triste historia de la cándida Eréndira y de su abuela desalmada, Buenos Aires  1972.

La incredibile e triste storia della candida Eréndira e della sua nonna snaturata, Milano, Feltrinelli, 1973.
Un signore molto vecchio con delle ali enormi (Un señor muy viejo con unas alas enormes, 1970)
Il mare del tempo perduto (El mar del tiempo perdido, 1962)
L'affogato più bello del mondo (El ahogado más hermoso del mundo, 1968)
Morte costante più in là dell'amore (Muerte constante más allá del amor, 1970)
L'ultimo viaggio del veliero fantasma (El último viaje del buque fantasma, 1968)
Blacamán il buono, venditore di miracoli (Blacamán el bueno, vendedor de milagros, 1968)
La incredibile e triste storia della candida Eréndira e della sua nonna snaturata (La increíble y triste historia de la cándida Eréndira y de su abuela desalmada, 1972)
- Doce cuentos peregrinos, Bogotá  1992.

Dodici racconti raminghi, Milano, A. Mondadori, 1992. ISBN 88-04-35835-1.
Buon viaggio, signor presidente (Buen viaje, señor presidente, 1979)
La santa (La santa, 1981)
L'aereo della bella addormentata (El avión de la bella durmiente, 1982)
Mi offro per sognare (Me alquilo para soñar, 1980)
«Sono venuta solo per telefonare» («Sólo vine a hablar por teléfono», 1978)
Spaventi di agosto (Espantos de agosto, 1980)
María dos Prazeres (María dos Prazeres, 1979)
Diciassette inglesi avvelenati (Diecisiete ingleses envenenados, 1980)
Tramontana (Tramontana, 1982)
L'estate felice della signora Forbes (El verano feliz de la señora Forbes, 1982)
La luce è come l'acqua (La luz es como el agua, 1978)
La traccia del tuo sangue sulla neve (El rastro de tu sangre en la nieve, 1981)

#### Racconti non antologizzati
- Tubal-Caín forja una estrella, 1948
- El invierno, 1952 (prima versione di Monólogo de Isabel viendo llover en Macondo)

### Saggistica
- Relato de un náufrago, 1970

Racconto di un naufrago, Roma, Editori Riuniti, 1976.
- Cuando era feliz e indocumentado, 1973.

Un giornalista felice e sconosciuto, Milano, Feltrinelli, 1974.
- Chile, el golpe y los gringos, Bogotà, Editorial Latina, 1974.
- Operación Carlota, 1977, saggio
- Obra periodística 1: Textos costeños (1948-1952), 1981

Scritti costieri. 1948-1952, Milano, Mondadori, 1997. ISBN 88-04-41039-6.
- La aventura de Miguel Littín clandestino en Chile, 1986

Le avventure di Miguel Littín, clandestino in Cile, Milano, A. Mondadori, 1986. ISBN 88-04-29449-3.
- Obra periodística 2: Entre cachacos (1954-1955), 1982.

Gente di Bogotá (1954-55), Milano, A. Mondadori, 1999. ISBN 88-04-43225-X.
- Obra periodística 3: De Europa y América (1955-1960), 1983.

Dall'Europa e dall'America. 1955-1960, Milano, Mondadori, 2001. ISBN 88-04-46637-5.
- Obra periodística 4: Por la libre (1974-1995)

A ruota libera. 1974-1995, Milano, Mondadori, 2003. ISBN 88-04-50684-9.
- Obra periodística 5: Notas de prensa (1980-1984)

Taccuino di cinque anni. 1980-84, trad. Angelo Morino, Milano, A. Mondadori, 1994, ISBN 88-04-36569-2.
- Yo no vengo a decir un discurso, 2010

Non sono venuto a far discorsi, trad. Bruno Arpaia, Collana Saggi stranieri, Milano, Mondadori, 2010, ISBN 978-88-04-60729-8.

### Altro
- Il sequestro  (El secuestro, 1983), trad. Claudio M. Valentinetti, Introduzione di Cesare Acutis, Collana Oscar teatro e cinema n.5, Milano, Mondadori, 1984. [sceneggiatura]
- Diatriba d'amore contro un uomo seduto (Diatriba de amor contra un hombre sentado, 1988), trad. Angelo Morino, Collan Piccola Biblioteca Oscar, Milano, Mondadori, 2007, ISBN 978-88-045-7308-1. [testo teatrale]
- Vivere per raccontarla (Vivir para contarla, 2002), trad. Angelo Morino, Collana Scrittori italiani e stranieri, Milano, Mondadori, 2002. [autobiografia]

## Onorificenze
Elenco di alcune onorificenze e premi ricevuti per le sue opere:
- 1961 Premio Nacional de Novela de la Esso colombiana
- 1969 Prix du Meilleur livre étranger
- 1969 Premio Chianciano
- 1972 Neustadt International Prize for Literature

## Film tratti dalle sue opere
- Cronaca di una morte annunciata, regia di Francesco Rosi (1987)
- Nessuno scrive al colonnello (El coronel no tiene quien le escriba), regia di Arturo Ripstein (1999)
- L'amore ai tempi del colera (Love in the Time of Cholera), regia di Mike Newell (2007)
- Dell'amore e di altri demoni (Del amor y otros demonios), regia di Hilda Hidalgo (2009)